# Hug Candi
Hug Candi (?, ?-1098) va ser un eclesiàstic català, conegut també amb el nom d'Hug el Blanc.
Era monjo de Remiremont (Lorena) quan el papa Lleó IX el feu cardenal el 1049. Home discutit i intel·ligent, intervingué activament en la política romana; fou tramès a Hispània com a llegat, per Alexandre II, el 1068. Reuní un concili a Girona el 1068, on proposà el pla de reforma romana (gregoriana). Ha estat discutit si intervingué en l'obra dels Usatges. Després anà a Aragó, on aconseguí que Sanç III Ramires es lliurés personalment a la Santa Seu i li confiés també els monestirs més importants del regne. El papa Gregori VII el tornà a trametre com a llegat a Hispània el 1079.